# (2435) Horemheb
(2435) Horemheb – planetoida z pasa głównego asteroid okrążająca Słońce w ciągu 3 lat i 100 dni w średniej odległości 2,2 au. Została odkryta 24 września 1960 roku w Obserwatorium Palomar w programie Palomar-Leiden-Survey. Nazwa planetoidy pochodzi od Horemheba, egipskiego faraona XVIII dynastii. Przed nadaniem nazwy planetoida nosiła oznaczenie tymczasowe (2435) 4578 P-L.